# Operacija reflektor
Operacija reflektor je bila planirana vojna operacija koju je izvela Pakistanska vojska da zaustavi Bangladeški nacionalistički pokret u martu 1971. godine.
Vlasti današnjeg Bangladeša procenjuju da su operacija reflektor („Searchlight“ -koju je izvela Pakistanska vojska) i kasniji rat za oslobođenje Bangladeša, odneli 3.000.000 života.
Sa druge strane, Pakistanska vlada smatra da je bilo 26.000 civilnih žrtava. Zapadni mediji i istoričari širom sveta smatraju da je bilo između 200.000 i 3.000.000 žrtava u ovom ratu. Takođe 8.000.000 do 10.000.000 ljudi je izbeglo u Indiju tražeći zaštitu.
Pakistan se 1971. godine borio za nezavisnost Istočnog Pakistana. Pakistanska vojska je vršila kampanju masovog ubijanja Bengali naroda počevsi od 25. marta 1971. godine. Tog 25. marta je genocid i započeo, ubijeno je oko 7.000 ljudi u Daki, a među njima je najviše bilo studenata. Sledećih nedelju dana, broj žrtava se popeo na 30.000. Do konačnog broja žrtava u tom ratu došlo se tek kasnije, kada su iskopavane masovne grobnice širom zemlje.
Ubijen je takođe i veliki deo intelektualaca Bangladeša. Bezbroj žena je mučeno, silovano i ubijano tokom ovog rata.
I dan danas traju iskopavanja masovnih grobnica širom Bangladeša. Najveća grobnica koja je nađena jeste grobnica kod Dake pronađena 1999. godine, gde su pokopani ostaci streljanih studenata i profesora sa Daka Univerziteta i lokalnog stanovništva.
Ovaj genocid se, pored genocida nad Jevrejima i genocida u Ruandi, smatra jednim od najvećih genocida u 20. veku.

## Spoljašnje veze
- Архивирано на веб-сајту  (4. новембар 2012)